# Камиза, Альфредо
Альфредо Камиза (итал. Alfredo Camisa; 1927, Болонья — 2007) — итальянский фотохудожник.

## Биография
Родился в Болонье. Его молодые годы прошли в Тоскане, где он изучал химию в университете. В 1954 г. он переехал в Милан, работал химиком в «Ажип». Много путешествуя для нужд компании, Камиза собирал и материал для своих снимков. С 1955 по 1958 гг. он побывал на Сицилии, в Северной Африке и в США. В настоящее время проживает в Сан-Донато (Милан).
Камиза много занимался организацией культурных мероприятий, фотовыставок и конкурсов. Он также широко известен как проницательный критик, публиковавший свои статьи в целом ряде журналов. Среди них особенно важное место занимает знаменитое эссе «Su alcune tendenze della fotografia italiana d’oggi» («О некоторых направлениях в современной итальянской фотографии») в «Foto annuario italiano», Milan, 1958; в том же году, совместно с Марио Финацци он подготовил книгу под названием «Fotografi italiani d’oggi» («Современные итальянские фотографы»), которая, однако, так и не была издана.
Камиза начал снимать в 1952 г., но потом, по некоторым профессиональным соображениям, прервал эту деятельность, возобновив её в 1962—1963 гг. В это десятилетие он стал членом группы фотографов «La Bussola», а потом и «Misa» (обе под руководством Джузеппе Кавалли), очень часто резко расходясь с Кавалли во взглядах на фотографию. Вместе с Пьерджорджо Бранци и Марио Джакомелли он стал активным сторонником обновления итальянской фотографии. Позиция Камизы состояла в том, чтобы соблюдать некое равновесие между реализмом, формализмом, лиризмом и проектуальностью, когда представленный объект имеет свою особую ценность. Он много сотрудничал с «Il Mondo». В 2002 г. FIAF (Итальянская Федерация Фотографических Обществ) присудила ему звание «Маэстро» итальянской фотографии. В 2004 г. Архив Фотографии Тосканы Прато организовал обширную ретроспективную выставку.